# Сосонки (заповідне урочище)
Сосо́нки — лісове заповідне урочище місцевого значення в Україні. Розташоване на східній околиці міста Рівне Рівненської області, у південній частині території Рівненського зоопарку. 
Площа 4,7 га. Статус надано згідно з рішенням обласної ради від 28.02.1995 року № 33. Перебуває у віданні Рівненського зоопарку. 
Статус надано для збереження невеликого лісового масиву, де ростають дуб, граб, сосна та інші види. 